# Michel Colonna d'Istria
Pour les articles homonymes, voir Colonna d'Istria.
Michel Colonna d'Istria, né le 1er mai 1958 à Toulon et mort le 12 août 2002 à Banyuls-sur-Mer, est un journaliste français, pionnier de la presse sur Internet.

## Biographie
Héritier d'une très vieille lignée noble corse, établie dans l'île dès le IXe siècle, Michel Colonna d'Istria est diplômé de HEC en 1979 — après avoir fait sa classe préparatoire au lycée Henri IV à Paris — et de la fondation Journaliste demain, et passe un an dans une université de Caroline du Nord.
Élève officier de marine, il collabore à Cols Bleus, revue de la Marine nationale française. Il travaille ensuite pour RTL, L'Expansion, Nice-Matin, entre autres, et au début des années 1980, pour la presse informatique (Tertiel, Temps Micro). En 1985, il entre aux Échos, où il est chargé de l'informatique et des télécommunications, puis crée la rubrique "Médias".

### Un précurseur de la presse électronique
Il passe en 1987 au Monde, à la rubrique "Communication" jusqu'en 1994. Il crée et dirige le service Multimédia, qui s'occupe de la télématique et des CD Rom, puis du site Web du Monde, lancé fin 1995. Début 1999, il devient directeur général adjoint d'une nouvelle filiale, Le Monde interactif, créée par Le Monde en partenariat avec le groupe Lagardère. Michel Colonna d'Istria est aussi conseiller technique à la commission des nouvelles technologies de la Fédération nationale de la presse française (FNPF).
En mai 1999, Michel Colonna d'Istria part à Libération diriger les éditions électroniques du quotidien, où il succède à Frédéric Filloux, devenu directeur de la rédaction. Puis, en février 2001, il rejoint la filiale interactive de Prisma presse.
« Il quitte vite l'une et l'autre, en raison de différends stratégiques (…). À côté de son activité de consultant, Michel Colonna d'Istria participe ensuite activement au Groupement des éditeurs de services en ligne (Geste), dont il était vice-président) où il jouit d'une véritable aura professionnelle et humaine. Il y a un an, il avait été élu, à titre personnel et en "qualité de personne qualifiée", au conseil d'orientation de l'association Forum des droits sur l'internet, chargée de proposer règles et solutions sur le Net. C'est à lui que les journalistes doivent la reconnaissance de leurs droits d'auteur sur Internet. Simultanément, après avoir milité à la CFDT et présidé une association s'occupant d'enfants en difficulté, Michel Colonna d'Istria s'intéresse, à travers une association de parents d'élèves, aux études de ses trois enfants dont il a toujours été très proche, se bat pour défendre un centre de soins pour jeunes drogués… ».
Michel Colonna d'Istria a très tôt négocié au sein du journal Le Monde un accord prévoyant le versement d'un pourcentage du chiffre d'affaires annuel (et non pas seulement des bénéfices) réparti entre les journalistes du quotidien au titre de leur droit d'auteur. La reprise des articles sur supports électroniques n'étant pas prévue dans les contrats de travail.
« Michel Colonna d'Istria restera dans l'esprit de ses confrères comme l'un des précurseurs de la presse électronique. Convaincu bien avant l'explosion de l'Internet que l'avenir de la presse écrite passerait par le Web ».
Il est décoré de l'ordre national du Mérite en mai 2001.
En vacances familiales dans les Pyrénées-Orientales, Michel Colonna d'Istria se noie à la suite d'une crise cardiaque lors d'une baignade, à 44 ans. Il était marié et père de trois enfants.

## Prix Michel Colonna d'Istria
En hommage au journaliste, le Groupement des éditeurs de services en ligne a créé en 2004 le prix Michel Colonna d'Istria récompensant « un projet éditorial sur support électronique », « respectant les valeurs qu'il a défendues durant toute sa vie », « la liberté d'informer, l'indépendance éditoriale, la solidarité sociale, la défense de la langue française ».